# Ester Ledecká
Ester Ledecká, född 23 mars 1995 i Prag, är en tjeckisk snowboardåkare och alpin skidåkare.
Hon debuterade i världscupen i snowboard i december 2012 och i februari 2016 blev hon den första idrottaren att tävla i världscupen i både snowboard och alpin skidåkning när hon slutade på 24:e plats i störtlopp i en världscuptävling i Garmisch-Partenkirchen.
Ledecká tog en guldmedalj i Super-G och en guldmedalj i snowboardens parallellstorslalom vid olympiska vinterspelen 2018 i Pyeongchang. Hon blev den första kvinnan någonsin att ta guld i två olika sporter i samma OS. Vid olympiska vinterspelen 2022 i Peking försvarade Ledecká sitt guld i parallellstorslalom.